# Hardboiled
Hardboiled(하드보일드)는 2008년 9월 23일에 발매된 더블유 앤 웨일의 정규 음반이다.

## 개요
- 그룹 이름을 '더블유'에서 '더블유 앤 웨일'로 바꾼 뒤 처음 발매한 정규 음반이다.

## 수록곡
1. MacGuffin No.1
2. 오빠가 돌아왔다[1]
3. Stardust
4. Morning Star
5. 아가사 크리스티의 이중생활
6. R.P.G. Shine[2]
7. MacGuffin No.2
8. 월광 (月狂)[3]
9. Too Young To Die (Too Drunk To Live)
10. 고양이 사용 설명서
11. Whale Song
12. R.P.G. (Rocket Punch Generation)
13. 최종병기 그녀
14. Dear My Friend[4]
15. MacGriffin No.3
16. 우리의 해피앤드